# Schifo (natante)

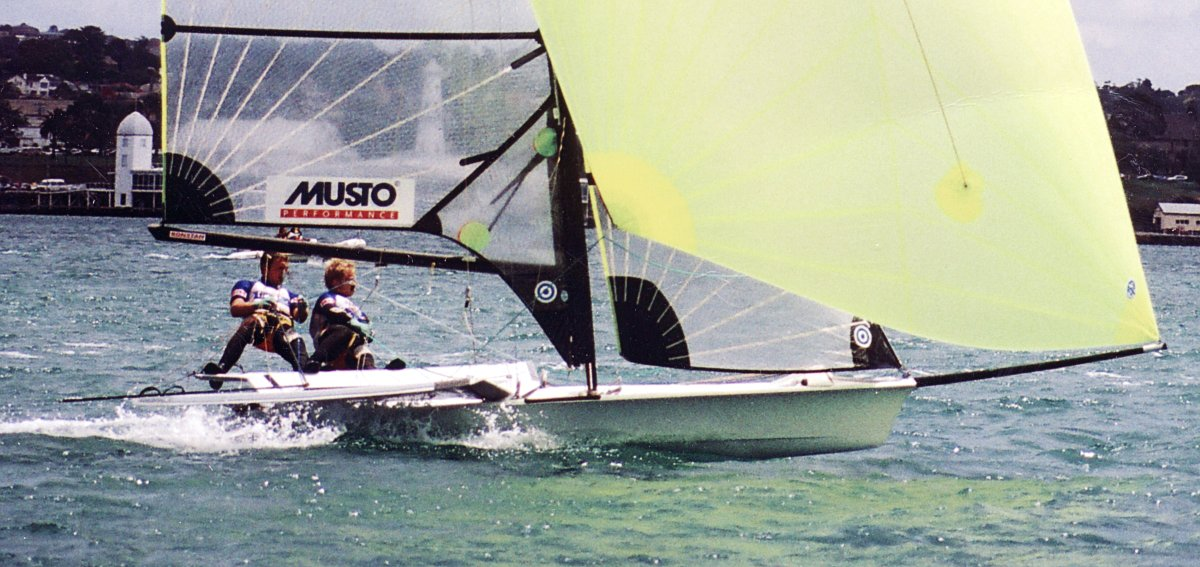
49er della nazionale Australiana.

Lo schifo, dal tedesco Schiff, "nave" (varianti: "schifazzo", "schirazzo") è il nome di alcuni tipi di imbarcazioni a vela (più raramente a remi), utilizzate di norma per la pesca costiera. Oggi è usato per regatare.
Originariamente indicava le piccole imbarcazioni di servizio, a remi, in uso sui mercantili.

## Caratteristiche
Il termine skiff in inglese deriva dal Middle English skif, dalla Langue d'oïl esquif, che a sua volta deriva dall'italiano schifo, di origine tedesca.
Il termine "schifo" indica una tipologia di natante a vela (deriva) di origine australiana caratterizzata da pescaggio minimo e dalle linee d'acqua allungate che permettono di sviluppare grandi velocità.
Storicamente lo schifo italiano era un'imbarcazione a vela dalla forma allungata usata per la pesca.
In Sicilia, nel trapanese, era denominato schifazzo un tre alberi a vela latina con il trinchetto inclinato e vela maestra triangolare.

## Skiff da regata
Sono generalmente le derive più veloci. Le tavole sono piatte ed hanno uno scafo molto sottile e sono progettate per planare e supportare l'equipaggio al trapezio anche in condizioni di vento esiguo. Dispongono di una velatura piuttosto grande che può arrivare ad includere gennaker o spinnaker. L'acronimo S.k.i.f.f. proviene dall'inglese e significa "sailing keep it fast and flat", ossia navigare in assetto di barca piatta (per agevolare la planata) e veloce.
Alcuni classi veliche skiff diffuse sono:
- 18ft Australiano (18 piedi australiano), equipaggio formato da 3 persone;
- 29er, doppio con trapezio singolo;
- 49er, doppio olimpico con terrazze piene e doppio trapezio;
- Musto Skiff, un singolo dotato di trapezio e Gennaker;
- Moth (barca a vela), singolo molto tecnico che si alza dall'acqua di quasi un metro grazie a dei foils;
- RS 800, doppio terrazzato simile al 49er, ma di progetto inglese anziché australiano;
- Laser 5000, doppio con terrazze creato dal cantiere Laser;
- International 14, un doppio;
- Swift Solo, un singolo progettato da Bram Dally.